# Dienerinnen des Heiligsten Herzens Jesu von Caterina Volpicelli

Caterina Volpicelli

Das Institut der Dienerinnen des Heiligsten Herzens Jesu von Caterina Volpicelli (it.: Ancelle del Sacro Cuore di Caterina Volpicelli) gehört zu den Instituten des geweihten Lebens in der römisch-katholischen Kirche. Das Ordenskürzel der Kongregation ist ASCV.

## Geschichte
Caterina Volpicelli gründete die Ancelle zunächst als fromme Vereinigung im Jahr 1867 in Neapel, Italien. Am 1. Juli 1874 gründete sie mit der Approbation des Kardinal-Erzbischofs von Neapel, Sisto Riario Sforza, das Institut Ancelle del Sacro Cuore für franziskanische Terziarinnen mit einem klösterlichen Zweig und je einer weltlichen Gruppe für unverheiratete Frauen und für Ehefrauen bzw. Witwen. Ziel der Vereinigungen sind Werke der Nächstenliebe und die besondere Verehrung des Heiligsten Herzens Jesu. Am 3. Juni 1890 erhielt die Kongregation ein Decretum laudis von Papst Leo XIII.
Das Mutterhaus befindet sich in Neapel. Das Institut hat Niederlassungen in Italien, Panama, Brasilien und Indonesien.